# Eishockey-Europameisterschaft der U18-Junioren 1987
Die 20. Eishockey-Europameisterschaft der U18-Junioren fand vom 3. bis 12. April 1987 in Tampere, Kouvola und Hämeenlinna in Finnland statt. Die Spiele der B-Gruppe wurden vom 3. bis 9. April 1987 in Bukarest in Rumänien ausgetragen. Austragungsort der C-Gruppe war vom 14. bis 19. März 1987 Zoetermeer in den Niederlanden.

## A-Gruppe
| Spiele              | SWE  | TCH  | URS  | FIN | SUI  | POL  | NOR | BRD | Tore  | Pkt.  |
| ------------------- | ---- | ---- | ---- | --- | ---- | ---- | --- | --- | ----- | ----- |
| 1. Schweden         |      | 4:1  | 0:1  | 5:2 | 14:1 | 13:0 | 6:0 | 9:0 | 51:05 | 12:02 |
| 2. Tschechoslowakei | 1:4  |      | 5:3  | 8:5 | 13:3 | 11:0 | 5:1 | 5:0 | 48:16 | 12:02 |
| 3. UdSSR            | 1:0  | 3:5  |      | 6:5 | 8:0  | 11:1 | 9:3 | 5:2 | 43:16 | 12:02 |
| 4. Finnland         | 2:5  | 5:8  | 5:6  |     | 4:0  | 9:0  | 9:0 | 7:2 | 41:21 | 08:06 |
| 5. Schweiz          | 1:14 | 3:13 | 0:8  | 0:4 |      | 5:5  | 1:1 | 4:1 | 14:46 | 04:10 |
| 6. Polen            | 0:13 | 0:11 | 1:11 | 0:9 | 5:5  |      | 3:2 | 4:4 | 13:55 | 04:10 |
| 7. Norwegen         | 0:6  | 1:5  | 3:9  | 0:9 | 1:1  | 2:3  |     | 6:4 | 13:37 | 03:11 |
| 8. BR Deutschland   | 0:9  | 0:5  | 2:5  | 2:7 | 1:4  | 4:4  | 4:6 |     | 13:40 | 01:13 |

### Meistermannschaften
| U18-Europameister Schweden | Tommy Söderström, Bo Peterzén – Håkan Strömqvist, Rickard Persson, Donald Santesson, Stefan Claesson, Petri Liimatainen, Jan Bergman, Mikael Häggström – Ola Rosander, Markus Åkerblom, Patrik Ohlsson, Patric Kjellberg, Johan Hedin, Niklas Eriksson, Thomas Berglund, Daniel Pettersson, Stefan Elvenes, Jens Öhman, Patrick Erickson                                                                            |
| Silber Tschechoslowakei    | Jaroslav Kameš, Radovan Biegl – Petr Molnár, Pavel Weiss, Antonín Balík, Radek Aschenbrenner, Róbert Švehla, Jiří Vykoukal – Petr Hrbek, Roman Horák, Zdeno Cíger, Roman Kontšek, Pavol Zúbek, Peter Zúbek, Radek Gardoň, Jiří Cihlář, Filip Myslivec, Marcel Tvrdík, Juraj Halaj, Richard Bayer |
| Bronze Sowjetunion         | Igor Boldyrew, Raschid Dawydow – Sergei Sorokin, Aljaksandr Judsin, Igor Malychin, Wladimir Alexuschin, Oleksandr Hodynjuk, Alexander Terechow – Wiktor Gordijuk, Andrei Sidorow, Dmytro Chrystytsch, Stanislaw Panfilenkow, Oleg Schargorodski, Boris Bykowski, Juri Faikow, Konstantin Peregudow, Gennadi Lebedew, Waleri Andrejew, Igor Boriskow, Michail Schetinin Trainerstab: Igor Dmitrijew, Nikolai Kasakow |

### Auszeichnungen
| Auszeichnung       | Spieler            | Team             |
| ------------------ | ------------------ | ---------------- |
| Top-Scorer         | Roman Horák        | Tschechoslowakei |
| Bester Torhüter    | Tommy Söderström   | Schweden         |
| Bester Verteidiger | Oleksandr Hodynjuk | UdSSR            |
| Bester Stürmer     | Roman Horák        | Tschechoslowakei |

All-Star-Team
| Angriff:      | Petr Hrbek – Roman Horák – Patric Kjellberg |
| Verteidigung: | Jan Bergman – Aljaksandr Judsin             |
| Tor:          | Tommy Söderström                            |

## B-Gruppe

### Vorrunde
Gruppe 1
| Spiele            | ROM  | ITA | GBR  | BUL | Tore  | Pkt. |
| ----------------- | ---- | --- | ---- | --- | ----- | ---- |
| 1. Rumänien       |      | 6:3 | 13:2 | –:– | 19:05 | 4:0  |
| 2. Italien        | 3:6  |     | 8:1  | –:– | 09:07 | 2:2  |
| 3. Großbritannien | 2:13 | 1:8 |      | –:– | 03:21 | 0:4  |
| 4. Bulgarien      | –:–  | –:– | –:–  |     | 0–:0– | –:–  |

Die Mannschaft Bulgariens wurde disqualifiziert, weil sie die Geburtsdaten einiger Spieler falsch angegeben hatte. Die Bulgaren hatten gegen Rumänien (4:2) und Großbritannien (9:2) gewonnen, gegen Italien mit 2:4 verloren. Mit der Disqualifikation standen die Bulgaren als Absteiger fest.
Gruppe 2
| Spiele         | DEN | FRA | YUG | AUT | Tore  | Pkt. |
| -------------- | --- | --- | --- | --- | ----- | ---- |
| 1. Dänemark    |     | 8:3 | 4:6 | 6:0 | 18:09 | 4:2  |
| 2. Frankreich  | 3:8 |     | 8:4 | 3:2 | 14:14 | 4:2  |
| 3. Jugoslawien | 6:4 | 4:8 |     | 7:2 | 17:14 | 4:2  |
| 4. Österreich  | 0:6 | 2:3 | 2:7 |     | 04:16 | 0:6  |

### Endrunde
Für die beiden Gruppen der Endrunde wurden die untereinander erzielten Ergebnisse aus der Vorrunde übernommen. Diese Resultate sind hier in Klammern dargestellt.
Aufstiegsrunde
| Spiele        | ROM   | DEN   | ITA   | FRA   | Tore  | Pkt. |
| ------------- | ----- | ----- | ----- | ----- | ----- | ---- |
| 1. Rumänien   |       | 7:4   | (6:3) | 6:4   | 19:11 | 6:0  |
| 2. Dänemark   | 4:7   |       | 5:3   | (8:3) | 17:13 | 4:2  |
| 3. Italien    | (3:6) | 3:5   |       | 5:2   | 11:13 | 2:4  |
| 4. Frankreich | 4:6   | (3:8) | 2:5   |       | 09:19 | 0:6  |

Abstiegsrunde
| Spiele            | YUG   | AUT   | GBR   | BUL   | Tore  | Pkt. |
| ----------------- | ----- | ----- | ----- | ----- | ----- | ---- |
| 1. Jugoslawien    |       | (7:2) | 7:2   | –:–   | 14:04 | 4:0  |
| 2. Österreich     | (2:7) |       | 5:4   | –:–   | 07:11 | 2:2  |
| 3. Großbritannien | 2:7   | 4:5   |       | (–:–) | 06:12 | 0:4  |
| 4. Bulgarien      | –:–   | –:–   | (–:–) |       | 0–:0– | –:–  |

### Auszeichnungen
| Auszeichnung       | Spieler        | Team        |
| ------------------ | -------------- | ----------- |
| Top-Scorer         | Zoran Kožić    | Jugoslawien |
| Bester Torhüter    | Ionel Corciova | Rumänien    |
| Bester Verteidiger | Andrej Brodnik | Jugoslawien |
| Bester Stürmer     | Jens Nielsen   | Dänemark    |

All-Star-Team
| Angriff:      | Antony Johnson – Josef Linder – Zoran Kožić |
| Verteidigung: | Marc-André Tapia – Torben Schultz           |
| Tor:          | Alfred Puls                                 |

## C-Gruppe
| Spiele         | NED     | HUN      | BEL      | Tore  | Pkt. |
| -------------- | ------- | -------- | -------- | ----- | ---- |
| 1. Niederlande |         | 8:3 6:2  | 9:1      | 32:07 | 8:0  |
| 2. Ungarn      | 3:8 2:6 |          | 10:3 5:1 | 20:18 | 4:4  |
| 3. Belgien     | 1:9     | 3:10 1:5 |          | 06:33 | 0:8  |

### Auszeichnungen
| Auszeichnung       | Spieler        | Team        |
| ------------------ | -------------- | ----------- |
| Top-Scorer         | Tommie Hartogs | Niederlande |
| Bester Torhüter    | Luc van Walle  | Belgien     |
| Bester Verteidiger | Bobby Bright   | Niederlande |
| Bester Stürmer     | Tommie Hartogs | Niederlande |